# Aeroporto Internazionale di Corumbá
L'Aeroporto Internazionale di Corumbá (in portoghese Aeroporto Internacional de Corumbá) è uno scalo aereo brasiliano che serve la cittadina di Corumbá, nello stato del Mato Grosso do Sul, al confine con la Bolivia.

## Storia
L'aeroporto è stato uno dei primi a essere costruito al di fuori dei centri principali del Brasile. L'8 settembre 1933, il Syndicato Condor istituì un servizio tra Rio de Janeiro, San Paolo, Corumbá e Cuiabá con trimotore Junkers 52 a ruote. Questo servizio rappresentò un'importante svolta, poiché in precedenza un viaggio via terra fino al Mato Grosso richiedeva diversi giorni. Nel 1936 Condor stipulò un accordo di interlinea con il Lloyd Aéreo Boliviano e stabilì un collegamento internazionale con le principali città della Bolivia, via Puerto Suárez e Santa Cruz de la Sierra, utilizzando Corumbá come punto di collegamento. Nel 1937 il governo federale costruì presso la pista d'atterraggio un hangar di 35 metri di larghezza per ospitare i lavori di riparazione degli Junkers che avevano quasi 30 metri di apertura alare. L'hangar, costruito con cemento e assi di legno, era dotato di piccole officine e di un atrio per i passeggeri.
Il 21 settembre 1960 fu inaugurato l'attuale terminal e nel 1999 l'intero complesso aeroportuale fu ampliato. Il 15 agosto 2022 Aena si è aggiudicata la gestione trentennale dell'aeroporto.